# ميخائيل فولي (سياسي)
ميخائيل فولي (بالإنجليزية: Michael Foley)‏ هو سياسي أمريكي، ولد في 17 يونيو 1963 في دايتون في الولايات المتحدة. حزبياً، نشط في الحزب الديمقراطي. وقد انتخب عضو مجلس نواب أوهايو.